# Girolamo Archinto
Girolamo Archinto (ur. 8 czerwca 1672, zm. 1 października 1721) – dyplomata watykański, arcybiskup Tarsu.
W latach 1712–1720 nuncjusz apostolski w Elektoracie Kolonii, a w 1721 w Polsce.
Papież Klemens XI był jego wujem.